# 森本浩文
森本 浩文（もりもと ひろふみ）は、日本の男性アニメーター。2022年6月現在、スタジオディーン作画部の部長。

## 人物
経歴
1992年に動画としてアニメ業界入りを果たす。動画検査や原画、作画監督といった役職を経て経験を積み、2011年にスタジオディーン作画部の部長に就任。現在は現役アニメーターとして制作に携わりながら、後進への指導や働きやすい環境の整備に取り組んでいる。
人物像
森本によれば、良い作品とは「作画と物語が調和し、観客が楽しいと感じられるもの」だという。そのため森本は、良い作品を創り出すために、自身が携わっていない作品にもなるべく目を通し、部署を越えて作画に関する意見を述べることもあるという。

## 主な参加作品

### テレビアニメ
1992年
- スーパーヅガン（動画）

1993年
- 機動戦士Vガンダム（動画）

1994年
- 覇王大系リューナイト（動画）

1995年
- クマのプー太郎（動画チェック）

1997年
- るろうに剣心 -明治剣客浪漫譚-（原画）

1998年
- SHADOW SKILL -影技-（原画）
- ももいろシスターズ（原画）

1999年
- エデンズボゥイ（原画）
- 日本一の男の魂（日本一の原画）
- 日本一の男の魂2（日本一の原画）
- 仙界伝 封神演義（原画）

2001年
- 逮捕しちゃうぞ Second Season（作画監督）
- RAVE（作画監督）

2002年
- GetBackers-奪還屋-（作画監督）

2003年
- ぽぽたん（作画監督）

2004年
- マリア様がみてる（作画監督）
- マリア様がみてる〜春〜（作画監督）
- ジパング（サブキャラクターデザイン・作画監督）

2005年
- あまえないでよっ!!（作画監督）
- 地獄少女（作画監督）

2006年
- あまえないでよっ!! 喝!!（作画監督）
- シムーン（作画監督）
- プリンセス・プリンセス（作画監督・原画）

2007年
- ひぐらしのなく頃に解（作画監督・原画）
- 逮捕しちゃうぞ フルスロットル（作画監督）

2008年
- 今日からマ王! 第3章（作画監督）

2009年
- マリア様がみてる 4thシーズン（総作画監督・作画監督）
- クッキンアイドル アイ!マイ!まいん!（作画監督）
- 生徒会の一存（総作画監督・作画監督・原画）

2010年
- ぬらりひょんの孫（総作画監督・作画監督・OP原画）

2011年
- これはゾンビですか?（総作画監督・作画監督）
- 世界一初恋（作画監督補佐）
- ぬらりひょんの孫 〜千年魔京〜（総作画監督・作画監督）

2012年
- これはゾンビですか? オブ・ザ・デッド（作画監督）
- 緋色の欠片（作画監督・作画監督補佐）

2013年
- 八犬伝—東方八犬異聞—（作画監督）
- ローゼンメイデン（総作画監督・作画監督・原画）
- メガネブ!（作画監督）

2014年
- 桜Trick（総作画監督・作画監督・原画）
- 幕末Rock（作画監督）
- Hybrid Child（原画）

2016年
- 昭和元禄落語心中（総作画監督・作画監督）
- 坂本ですが?（作画監督・原画）
- 初恋モンスター（総作画監督・作画監督）
- ルガーコード1951（キャラクターデザイン・作画監督）

2017年
- 昭和元禄落語心中 -助六再び篇-（作画監督）
- カブキブ!（作画監督）
- THE REFLECTION（作画監督・原画）
- 地獄少女 宵伽（作画監督）
- 鬼灯の冷徹 第弐期（作画監督）

2018年
- 鬼灯の冷徹 第弐期その弐（作画監督）
- 音楽少女（総作画監督・作画監督）
- 軒轅剣 蒼き曜（作画監督）
- BAKUMATSU（作画監督）

2019年
- 胡蝶綺 〜若き信長〜（作画監督）
- 厨病激発ボーイ（作画監督）

2020年
- 魔術士オーフェンはぐれ旅（総作画監督・作画監督）

2021年
- ログ・ホライズン 円卓崩壊（総作画監督・作画監督）
- 魔術士オーフェンはぐれ旅 キムラック編（総作画監督）
- 五等分の花嫁∬（作画監督）
- 七つの大罪 憤怒の審判（作画監督）
- 古見さんは、コミュ症です。（作画監督）

2022年
- 佐々木と宮野（作画監督）
- CUE!（作画監督）

2023年
- 魔術士オーフェンはぐれ旅 アーバンラマ編（総作画監督・作画監督）
- 魔術士オーフェンはぐれ旅 聖域編（総作画監督・作画監督）

2024年
- Re:Monster（総作画監督・作画監督）
- 義妹生活（作画監督）
- 黄昏アウトフォーカス（総作画監督・作画監督）

2025年
- マジック・メイカー 〜異世界魔法の作り方〜（総作画監督）
- ギャグマンガ日和GO（作画監督）
- 美男高校地球防衛部ハイカラ!（総作画監督）

### 劇場アニメ
- らんま1/2 超無差別決戦! 乱馬チームVS伝説の鳳凰（1994年、動画）
- 劇場版 六門天外モンコレナイト〜伝説のファイアドラゴン〜（2000年、原画）
- 劇場版 明治東亰恋伽 〜弦月の小夜曲〜（2015年、総作画監督補佐）

### OVA
- ジャイアントロボ THE ANIMATION -地球が静止する日（1994年、動画）
- 無責任艦長タイラー 地上より永遠に（1995年、動画チェック）
- マリア様がみてる 3rdシーズン（2006年、作画監督・作画監督補佐・原画）
- 薄桜鬼 雪華録（2011年、作画監督補佐・原画）
- ひぐらしのなく頃に拡〜アウトブレイク〜（2013年、総作画監督・作画監督・原画）

### Webアニメ
- ヘタリア World★Stars（2021年、総作画監督・作画監督・原画）
- 大奥（2023年、作画監督）